# 国際高齢者デー
国際高齢者デー（こくさいこうれいしゃデー、International Day of Older Persons）は、1991年から国際連合加盟国が定める国際デー。毎年10月1日。高齢者の権利や高齢者差別、高齢者虐待撤廃などの意識向上を目的としている。
1990年12月に行われた国連総会で、決議45/106により採択された。
北米では1978年から9月第2日曜日をナショナル・グランドペアレンツ・デーがあり、日本では9月第3月曜日に敬老の日という独自のホリデーがある。